# Pseudohemiculter
Pseudohemiculter es un género de peces de la familia Cyprinidae y de la orden Cypriniformes.

## Especies
Contiene las siguientes especies:
- Pseudohemiculter dispar (W. K. H. Peters, 1881)
- Pseudohemiculter hainanensis (Boulenger, 1900)
- Pseudohemiculter kweichowensis (D. S. Tang, 1942)
- Pseudohemiculter pacboensis V. H. Nguyễn, 2001
- Pseudohemiculter serrata Koller, 1927